# Луонго, Массимо
Ма́ссимо Ко́ри Луо́нго (англ. Massimo Corey Luongo; 25 сентября 1992, Сидней) — австралийский футболист, полузащитник клуба «Миллуолл» и сборной Австралии.

## Клубная карьера
Луонго родился 25 сентября 1992 года в городе Сидней. Воспитанник юношеской команды «Лейххардт Тайгерс». В 19 лет центральный полузащитник оборонительного плана попал на просмотр в английский «Тоттенхэм Хотспур», он произвёл впечатление на тренерский штаб лондонцев и подписал свой первый профессиональный контракт.
Однако сыграть хоть один матч за «шпор» Массимо так и не смог, так как всё время играл в аренде. Сначала австралиец провёл девять матчей за «Ипсвич Таун» в Чемпионшипе в первой половине сезона 2012/13, а в марте 2013 года на правах аренды перешёл в «Суиндон Таун» из Первой английской лиги, он помог команде занять 6 место и выйти в плей-офф, где клуб проиграл «Брентфорду» и не смог повыситься в классе.
2 июля 2013 года «Суиндон» продлил аренду футболиста ещё на один сезон, а уже 31 августа за 400 тыс. фунтов полностью выкупил австралийца, подписав с ним контракт на 3 года. Он забил шесть голов в 44 матчах того сезона, в том числе первый в профессиональной карьере дубль, 2 ноября его команда одержала домашнюю победу над «Порт Вейл» со счётом 5:2. В следующем сезоне он забил столько же голов, но уже в 34 матчах, а «Суиндон» проиграл «Престон Норт Энд» на стадионе «Уэмбли» в финале плей-офф за повышение в Чемпионшип.
28 мая 2015 года Луонго присоединился к «Куинз Парк Рейнджерс», вместе с ним отправился его товарищ по «Суиндону» Бен Гледвин, оба подписали трёхлетние контракты за неназванную сумму (сообщается, что около 3,5 млн фунтов стерлингов). Главный тренер КПР Крис Рэмзи работал с Луонго в академии «Тоттенхэма». Он дебютировал в первом матче Чемпионшипа 8 августа, сыграв все 90 минут матча против «Чарльтон Атлетик», его команда проиграла со счётом 2:0. Луонго сыграл 30 матчей лиги в своём первом сезоне (32 во всех турнирах). Благодаря своей игре он неожиданно попал в расширенный список кандидатов на Золотой мяч ФИФА 2015 года. 18 марта 2017 года он забил свой первый гол за КПР в матче с «Ротерем Юнайтед», соперник был разгромлен со счётом 5:1. После того, как в ноябре того же года Недум Онуоха получил травму подколенного сухожилия, Луонго стал капитаном.
8 августа 2019 года Луонго присоединился к «Шеффилд Уэнсдей» за нераскрытую сумму. Он дебютировал в следующие выходные, выйдя со скамейки запасных в матче против «Барнсли». Свой первый гол за клуб он забил в ворота «Уиган Атлетик», в этом же матче впервые вышел в основе за клуб. Он был удален с поля в игре против «Блэкберн Роверс», но позже красная карточка была аннулирована. Во втором сезоне в клубе он несколько раз получал травмы, первая из которых была в игре против «Лутон Таун», он вернулся 7 декабря 2020 года. 24 февраля 2021 года он снова выбыл почти на полтора месяца. После очередной травмы он вернулся в команду в начале 2022 года, проведя несколько хороших матчей. В январе он стал «Игрок месяца» в лиге, а также дважды попадал в символическую команду недели после матчей против «Ипсвич Таун» и «Плимут Аргайл». Клуб объявил, что ему предложили новый контракт после окончания сезона 2021/22. 22 июня 2022 года было подтверждено, что он отказался от нового контракта и покинет клуб.
8 сентября 2022 года Луонго присоединился к «Мидлсбро» по краткосрочному контракту до января 2023 года. 5 января 2023 года клуб объявил, что они согласились расторгнуть его контракт, что позволит игроку перейти в другую команду.
5 января 2023 года после трёх недель тренировок в составе «Ипсвича» Луонго присоединился к команде, подписав шестимесячный контракт. Он сыграл свой первый матч после возвращения 28 января в матче четвёртого раунда Кубка Англии против «Бернли», заменив на 78-й минуте Сэма Морси (0:0). 18 марта Луонго вышел в стартовом составе и забил первый гол после возвращения, чем помог одержать победу со счётом 2:0 над «Шрусбери Таун».
9 июня 2025 года, по окончании сезона 2024/25, Луонго покинул «Ипсвич» после истечения контракта.

## Выступления за сборные
Луонго мог выбрать одну из трёх национальных сборных: Австралию (страну рождения), Италию (по гражданству отца) или Индонезию (по гражданству матери).
В 2011 году привлекался в состав молодёжной сборной Австралии. На молодёжном уровне сыграл в двух официальных матчах.
5 марта 2014 года дебютировал в официальных матчах в составе национальной сборной Австралии в товарищеской игре против Эквадора, Австралия проиграла со счётом 3:4. Летом того же года попал в заявку сборной на чемпионат мира по футболу 2014 года в Бразилии.
Луонго также был включён в состав на домашний Кубок Азии по футболу 2015. Его товарище по «Суиндон Таун», Ясер Касим, также был вызван в свою сборную, Ирак. Таким образом, «Суиндону» в течение месяца пришлось выступать в Первом дивизионе без двух центральных полузащитников. Луонго забил гол в ворота Кувейта в матче-открытии турнира, кроме того, он отдал голевую передачу на Тима Кэхилла, который забил первый гол Австралии в матче, игра завершилась со счётом 4:1. После игры Луонго был признан игроком матча. Во втором матче группы против Омана он отдал результативную передачу на Робби Круза, который забил второй гол Австралии, которая в конечном итоге одержала победу со счётом 4:0.
Луонго играл в финале Кубка Азии против Южной Кореи, он забил первый гол, сделав вклад в победу со счётом 2:1. Луонго был признан самым ценным игроком турнира, он забил два гола и отдал четыре голевые передачи.
Тренер Берт ван Марвейк вызвал Луонго в состав сборной Австралии на чемпионат мира по футболу 2018 в России. Он получил вызов благодаря успешному сезону в составе КПР. Он не сыграл ни одного матча, а команда выбыла на стадии группового этапа. В интервью лондонской газете Metro Луонго сказал, что расстроен тем, что так и не появился на поле. Он также был вызван на Кубок Азии 2019 года в ОАЭ.
В декабре 2023 года Луонго объявил о своём уходе из сборной, пожелав сосредоточиться на клубном футболе и помочь своему «Ипсвич Таун» выйти в Премьер-лигу. Он сыграл за Австралию 45 матчей.